# 일그러짐 (공학)

압축 응력으로 인해 물체가 짧아지지만 바깥쪽으로 팽창하는 변형이 발생한다.

일그러짐(deformation) 또는 변형은 어떠한 물체를 바꾸거나 그 형태를 달리하는 것이다. 일반적으로 물리적 변형과 화학적 변형으로 나뉘며, 위 두가지는 물체의 구조가 변하였는지의 여부를 기준으로 결정한다.

## 같이 보기
- 변위 (displacement)
- 변형 (역학) (strain)
- 일그러짐 (물리학) (deformation)
- 층밀림 변형력(shear stress, 전단 응력)
- 편두 (풍습)
- 크리프
- 변형 모니터링
- 변형 수축
- 소성 (물리학)
- 푸아송 비
- 재료역학